# Paedocypris
Paedocypris – rodzaj słodkowodnych ryb  z  rodziny karpiowatych (Cyprinidae), obejmujący gatunki opisane naukowo w latach 2006 i 2008, zaliczane do najmniejszych kręgowców świata.

## Występowanie
Azja Południowo-Wschodnia.

## Klasyfikacja
Gatunki zaliczane do tego rodzaju:
- Paedocypris carbunculus
- Paedocypris micromegethes
- Paedocypris progenetica

Gatunkiem typowym rodzaju jest Paedocypris progenetica.